# Karanovac (Varvarin)
Pour les articles homonymes, voir Karanovac.
Karanovac (en serbe cyrillique : Карановац) est un village de Serbie situé dans la municipalité de Varvarin, district de Rasina. Au recensement de 2011, il comptait 285 habitants.

## Démographie

### Évolution historique de la population
| 1948 | 1953 | 1961 | 1971 | 1981 | 1991 | 2002 | 2011 |
| ---- | ---- | ---- | ---- | ---- | ---- | ---- | ---- |
| 919  | 929  | 864  | 758  | 677  | 515  | 409  | 285  |

|  |